# Опае
Опае или Опаје су насеље у Северној Македонији, у северном делу државе. Опае припадају општини Липково.

## Географија
Опае су смештене у северном делу Северне Македоније. Од најближег већег града, Куманова, насеље је удаљено 10 km западно.
Насеље Опае је у западном делу историјске области Жеглигово. Насеље је положено у источном подножју Скопске Црне Горе, док се ка истоку пружа поље. Надморска висина насеља је приближно 370 метара.
Месна клима је континентална.

## Становништво
Опае су према последњем попису из 2002. године имале 1.996 становника. Претежно становништво у насељу су Албанци (91%), а мањина су етнички Македонци (7%) и Срби (2%). Месни Македонци и Срби су били принудно расељени током оружаног сукоба у Северној Македонији 2001. године. Већинска вероисповест је ислам, а мањинска православље.
| Кретање броја становника | Кретање броја становника | Кретање броја становника | Кретање броја становника | Кретање броја становника | Кретање броја становника | Кретање броја становника | Кретање броја становника |
| 1948                     | 1953                     | 1961                     | 1971                     | 1981                     | 1994                     | 2002                     |                          |
| ------------------------ | ------------------------ | ------------------------ | ------------------------ | ------------------------ | ------------------------ | ------------------------ | ------------------------ |
| 532                      | 580                      | 709                      | 1.081                    | 1.553                    | 1.886                    | 1.996                    |                          |

Упоредни преглед националног састава становништва 1961. и 2002. године
| Национални састав према попису из 1961.‍ | Национални састав према попису из 1961.‍ | Национални састав према попису из 1961.‍ | Национални састав према попису из 1961.‍ | Национални састав према попису из 1961.‍ |
| --------------------------------------- | --------------------------------------- | --------------------------------------- | --------------------------------------- | --------------------------------------- |
|                                         |                                         |                                         |                                         |                                         |
| Македонци                               | Македонци                               |                                         | 303                                     | 42,7%                                   |
| Албанци                                 | Албанци                                 |                                         | 198                                     | 27,9%                                   |
| Турци                                   | Турци                                   |                                         | 106                                     | 14,9%                                   |
| Срби                                    | Срби                                    |                                         | 101                                     | 14,2%                                   |
| Укупно: 709                             |                                         |                                         |                                         |                                         |

| Национални састав према попису из 2002.‍ | Национални састав према попису из 2002.‍ | Национални састав према попису из 2002.‍ | Национални састав према попису из 2002.‍ | Национални састав према попису из 2002.‍ |
| --------------------------------------- | --------------------------------------- | --------------------------------------- | --------------------------------------- | --------------------------------------- |
|                                         |                                         |                                         |                                         |                                         |
| Албанци                                 | Албанци                                 |                                         | 1.818                                   | 91,1%                                   |
| Македонци                               | Македонци                               |                                         | 138                                     | 6,9%                                    |
| Срби                                    | Срби                                    |                                         | 38                                      | 1,9%                                    |
| Укупно: 1.996                           |                                         |                                         |                                         |                                         |